# Tadeusz Bronisław Wasylewicz
Tadeusz Bronisław Wasylewicz (ur. 21 kwietnia 1892 w Sanoku, zm. ?) – polski inżynier, urzędnik.

## Życiorys
Urodził się 21 kwietnia 1892 w Sanoku.. Był synem Tadeusza (urzędnik pocztowy w Sanoku) i Joanny z domu Burczyk. Miał sześcioro rodzeństwa, wśród nich m.in.: Matylda (1871–1953), Zygmunt (ur. 1879), Mieczysław Jan (1881–1963), Jadwiga Wanda (ur. 1888, zm. przed 1890. Został ochrzczony 3 września 1898, a jego rodzicami chrzestnymi byli Magdalena Gaweł (żona Jana) i ks. Jan Trznadel.
Od 1909 studiował na Wydziale Inżynierii Politechniki Lwowskiej, gdzie w 1914 uzyskał absolutorium i zmierzał do przygotowania pracy dyplomowej. Po wybuchu I wojny światowej został powołany do C. K. Armii. Od 1915 skierowany do służby administracyjno-technicznej na stanowisko zastępcy kierownika oddziału technicznego przy komendzie obwodowej w Busku, które pełnił do końca wojny w 1918. W tym czasie odpowiadał za budowę i utrzymanie dróg na obszarze powiatu powiatu stopnickiego. Formalnie w rezerwie piechoty został mianowany chorążym z dniem 1 maja 1915, a w maju 1917 awansowany na porucznika z dniem 1 stycznia 1916. Do 1918 posiadał przydział do 30 batalionu strzelców polowych. Przed 1917 został odznaczony złotym Krzyżem Zasługi Cywilnej na wstążce Medalu Waleczności.
Po odzyskaniu przez Polskę niepodległości został urzędnikiem państwowym. Pracował w zarządzie drogowym powiatu stopnickiego. Wówczas ukończona została budowa drogi na odcinku Pacanów – Szczucin. Podczas wojny polsko-bolszewickiej wstąpił do Grupy Operacyjnej „Obrona Warszawy”. W Wojsku Polskim został awansowany na stopień porucznika rezerwy piechoty ze starszeństwem z dniem 1 czerwca 1919. W 1921 został zwolniony do rezerwy. W pierwszej połowie lat 20. był oficerem rezerwowym 49 pułku piechoty w Kołomyi. Późnej został zweryfikowany na liście starszeństwie oficerów pospolitego ruszenia piechoty . W 1934 jako rezerwy był przydzielony do Oficerskiej Kadry Okręgowej nr VI jako oficer przewidziany do użycia w czasie wojny i pozostawał wówczas w ewidencji Powiatowej Komendy Uzupełnień Kołomyja.
W pierwszych latach II Rzeczypospolitej pracował w prywatnych firmach budowlanych. W 1924 otrzymał dyplom ukończenia studiów. W 1925 wstąpił do służby państwowej. Został wówczas referentem ds. architektoniczno-budowlanych w Państwowym Zarządzie Drogowym w Kołomyi. W 1928 został naczelnikiem Wydziału Technicznego w magistracie miasta Kołomyja i sprawował to stanowisko w kolejnych latach. W listopadzie 1932 został wybrany radnym miejskim w Kołomyi i zasiadł w Komisji Przedsiębiorstw Komunalnych zostając jej sekretarzem. W 1936 został członkiem zarządu Przyjaciół Związku Strzeleckiego w Nadwórnej.
19 lipca 1930 w kościele parafialnym w Kołomyi poślubił Janinę Kazimierę Borysławską.